# Liberec (region)
Regionen Liberec (Tjekkisk: Liberecký kraj) er en administrativ region i Tjekkiet, som ligger i den nordlige del af det historiske Bøhmen. Regionen er navngivet efter sit administrative center Liberec.
Regionen har en udstækning mellem nord og syd på mellem 28 – 56 km, og fra vest til øst på op til 86 km. Der er fire distrikter med i alt 216 kommuner.

## Distrikter
Liberec regionen har 4 distrikter (okresy):
- Česká Lípa (distrikt)
- Jablonec nad Nisou (distrikt)
- Liberec (distrikt)
- Semily (distrikt)

## Større byer
- Česká Lípa 38.830 ( indb. i 2005)
- Chrastava 5.961 (2001)
- Frýdlant 7.608 (2005)
- Jablonec nad Nisou 44.822 (2006)
- Liberec, regionsby 98.781 (2006)
- Semily 9.029 (2006)
- Turnov 14.489 (2006)

50°42′N 15°00′Ø / 50.7°N 15°Ø